# ダブルトラック (交通)
交通におけるダブルトラック (英語: double track) とは、公共交通業界、特にバス業界や航空業界において、同一区間の路線に異なる会社（バス事業者や航空会社）2社が「競合して」運行すること。ダブルトラッキングとも言う。3社の場合は「トリプルトラック」（あるいは「トリプルトラッキング」）となる。競合路線となる場合を指し、バスの共同運行や航空の共同運航のように協力して運行する場合は、同一区間でも「ダブルトラック」とは呼ばない。
英語の本来の意味は、「2つの」を表す "double" と「道、軌道、軌跡」などを表す "track" の複合語。
なお、鉄道においては競合路線を「ダブルトラック」とは一般的に呼ばない（鉄道において英語で "double track" というと「複線」を指す）。

## 日本
日本のバス業界においては、1980年代の国鉄分割民営化前後に、高速バス路線開設をめぐる旧国鉄・国鉄バスと民営バス事業者の競争を契機に表面化した。

その後は1980年代後半から1990年代にかけての高速バス路線開業ブームで「ダブルトラック」となる事例が増加した。2000年代にはバス事業参入の規制緩和により、高速乗合バスと都市間ツアーバスの間で、特に首都圏 - 京阪神など高需要の区間を中心に多発することとなった。

日本の航空業界でも、1990年代以降の規制緩和により格安航空会社 (LCC) が多数出現し、日本航空 (JAL) ・全日本空輸 (ANA) の大手2社がほぼ独占してきた市場を塗り替えることとなった。

市中を走る一般路線バスでも、岡山市の八晃運輸が運行する市内循環バス「めぐりん」のように、参入にあたり既存路線との競合が生じ、地元の大手バス事業者（特に両備グループ）との軋轢が生じたという例もみられる。

なお、複数のバス事業者が同一経路で路線バスを運行する場合、クローズドドア方式を採用し、乗客を振り分ける形で競合を避けることがある。

### 利点と欠点
競合他社同士の競争原理が発揮されるため、運賃値下げや旅客サービス向上など、消費者にとっては選択肢が増えて利便性向上につながる。一方で、総需要が少なかったり将来的に需要が減じた場合は共倒れとなる可能性もある。また、競争激化による運行コスト削減により安全性が損なわれたり、乗務員などの労働環境悪化につながるという問題もある。
2012年に発生した関越自動車道バス事故の影響もあり、都市間ツアーバスは廃止され「新高速乗合バス制度」へ移行して高速乗合バスと一本化された。